# 今治港
今治港（いまばりこう）は、愛媛県今治市にある港湾。港湾管理者は今治市。港湾法上の重要港湾、港則法上の特定港に指定されている。四国の高縄半島の突端近くやや東に位置し、阪神と九州とを結ぶ瀬戸内海の本航路に接しており、海上交通の要衝として重要な役割を果たしてきた。
今治という街そのものが、古くから港町として栄え、港とともに発展してきた街である。港湾機能の充実は、行政の重要課題であり、阪神、九州と結ぶ航路に加え、山陽筋の（三原港、尾道港、広島港、呉港）や芸予諸島向けのフェリー・高速船の航路を多数擁していたが、瀬戸内しまなみ海道の開通により、しまなみ海道利用に振り変わったことから、国内定期航路は次第に縮小されている。また、阪神との長距離航路も次第に明石海峡大橋経由ルートなどに振り変わったこと、東予港などとの競合により低迷しており、利用は減少しつつある。これら航路は、片原町の地区に位置し、港湾ビルが港の象徴となっている。
一方、国際定期コンテナ航路の振興にも力を入れており、釜山（韓国）との定期航路は富田地区に寄航している。

## 歴史
今治港は、1600年（慶長5年）藤堂高虎が今治の地に城を築造し、その北に港船頭町を作ったことに起源を発する。
幕末までは一つの小港にすぎになったが、明治に入り商工業が栄えるに連れて、入港船舶・取り扱い貨物量が増加し、港湾拡張が行われた。1927年（昭和2年）に重要港湾に指定された。
昭和40年代にカーフェリーが隆盛し、昭和50年代にかけて大小のフェリー設備が整備された。

### 年表
- 1921年（大正10年） - 重要港湾に指定。
- 1922年（大正11年）2月10日 - 関税法による開港に指定（四国初）。
- 1934年（昭和9年）3月 - 港湾修築事業が完了して「港まつり」が行われる[1]。
- 1948年（昭和23年）7月16日 - 港則法による特定港に指定。
- 1951年（昭和26年）1月19日 - 港湾法による重要港湾に指定。
- 1952年（昭和27年） - 運輸大臣の認可により今治市管理港になる。
- 1955年（昭和30年） - 植物防疫港に指定。
- 1962年（昭和37年） - 植物防疫法による木材輸入港に指定。
- 1967年（昭和42年） - 港湾ビルが完成。
- 1979年（昭和54年） - 鳥生岸壁の供用開始。
- 1995年（平成7年） - 富田地区の埋立工事差し止めを求めた織田が浜訴訟で住民側が最高裁で敗訴[2]。富田ふ頭の供用開始。
- 1996年（平成8年） - 検疫法に基づく無線検疫対象港に指定。富田ふ頭にガントリークレーン1基を設置。
- 2000年（平成12年） - 稲わら等輸入指定港に指定。
- 2010年（平成22年） - 今治地区にいまばり海の駅を開設。
- 2011年（平成23年） - 富田ふ頭にレールマウント式ジブクレーン1基を設置。
- 2016年（平成28年） - みなと交流センター（はーばりー）オープン。

## 港区
港区は、今治、蔵敷、鳥生、富田の4つに分かれ、南へと拡張の歴史である。

### 今治地区

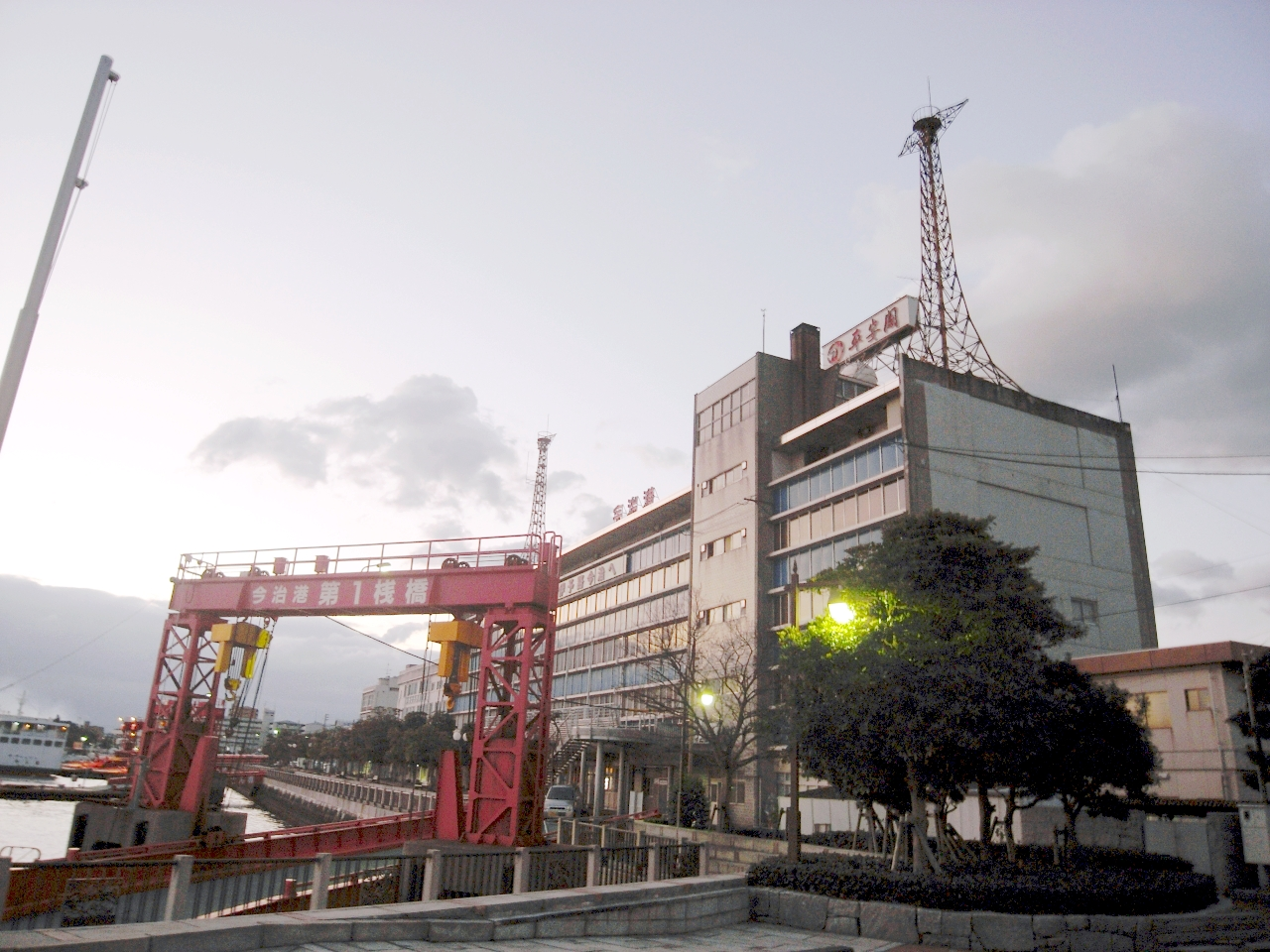
今治港湾ビル

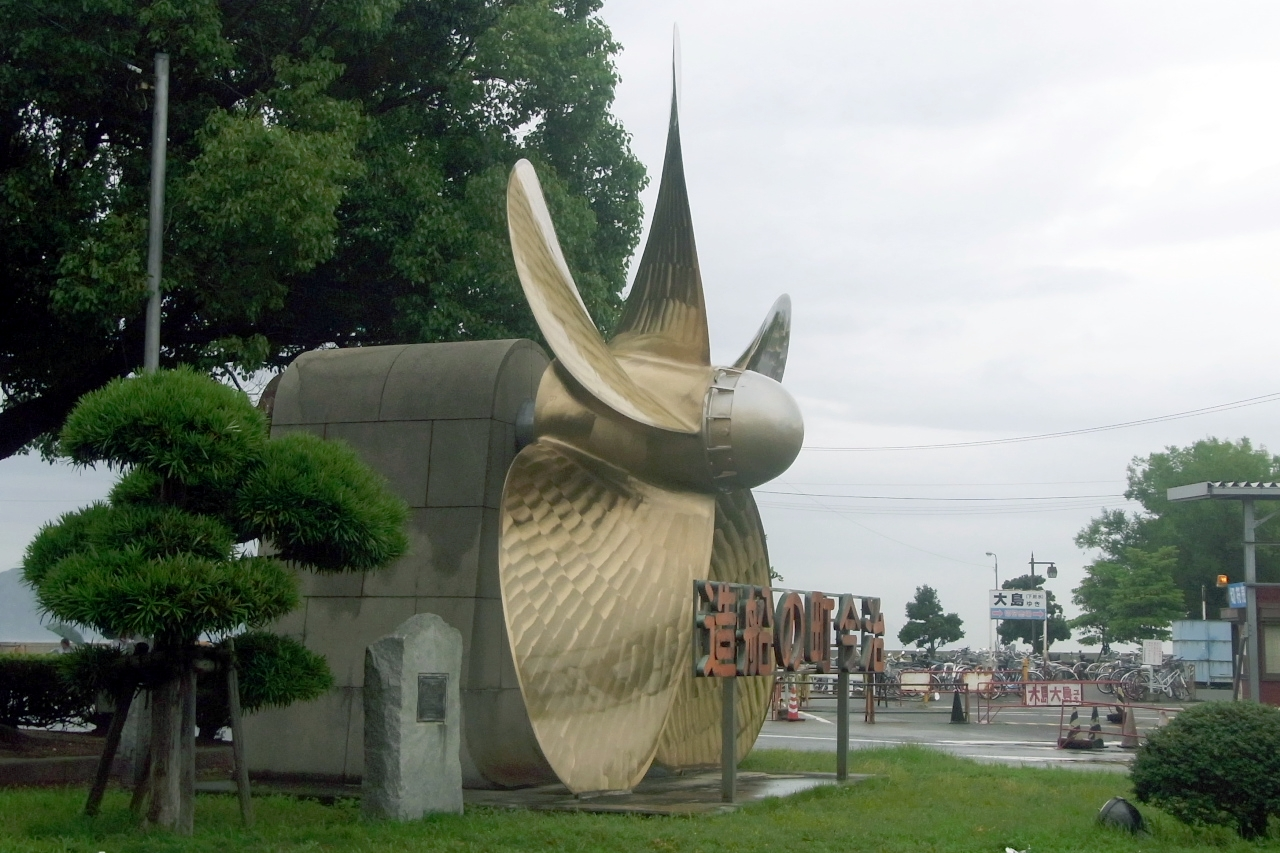
「造船の町今治」をアピールするスクリューのモニュメント

一番古い港区で、旅客船・フェリーターミナルビルがあり、今治港の象徴となっているほか、船だまり、貨物ふ頭がある。老朽化した港湾ビル建て替えなどの再開発が進められている。
2016年には、港湾ビルに代わる施設としてみなと交流センター（愛称:はーばりー）がオープンした。センター内には待合所･発券所の他、レンタサイクルターミナルや多目的ホール、キッチンスタジオなどが整備されている他、民間テナントとして企業･団体のオフィス、飲食店が入居している。
2022年11月より月2回、みなと交流センター周辺で鮮魚や野菜、雑貨、飲食等のテントやキッチンカーが約100店出店し、せとうちみなとマルシェが行われている。
- 運航している航路
  - 芸予観光フェリー - 大島、伯方島、上島町、因島方面ゆき　快速船
  - 大三島ブルーライン - 大三島、大崎上島方面ゆき　快速船、フェリー
  - 今治市営渡船 - 今治市関前方面ゆき　フェリー
- 過去にあった航路や寄港していたもの
  - 協和汽船 - 今治市吉海町津島ゆき
  - 三宝海運 - 神戸ゆき、松山ゆき
  - 愛媛阪神フェリー -  神戸行き、松山ゆき
  - 関西汽船 - 大阪・神戸ゆき、松山、別府ゆき
  - 昭和海運･瀬戸内海汽船（三原･今治国道フェリー） - 三原ゆき
  - 山陽商船 - 今治市関前、大崎下島方面ゆき　フェリー（2006年（平成18年）9月1日廃止）
  - 広今あきなだ高速 - 大崎下島、呉、広島（宇品）方面ゆき　高速船（2006年（平成18年）11月30日廃止）
  - せと観光ボート - 三原ゆき 高速船（2007年（平成19年）1月20日廃止）
  - 関西汽船・ダイヤモンドフェリー - 大阪 - 神戸（六甲アイランドフェリーターミナル）・ 松山観光港 - 大分ゆき（2009年（平成21年）6月1日寄航中止）
  - せと観光ボート -呉ゆき（2011年（平成23年）3月23日廃止）、大崎下島ゆき（2011年（平成23年）8月21日廃止[4]）
- 桟橋
  - 第一桟橋 - 水深-5.5、延長 198m
  - 第二桟橋 - 水深-3.0、延長 176m
  - 第三桟橋 - 水深-3.0、延長 92m
- 公共岸壁
  - 大型フェリー岸壁 - 水深 -6.1、延長 130m
  - 中型フェリー岸壁 - 水深 -4.0、延長 137m
  - 天保山岸壁 - 水深 -5.5、延長 100m
  - 小型フェリー物揚場 - 水深 -4.0、延長 60m

### 蔵敷地区
今治地区が手狭になってきたため、1970年（昭和45年）に今治地区の南側に整備された地区で、貨物ふ頭がある。主に土砂や木材、鉄鋼板などを扱っている。
- 公共岸壁
  - 蔵敷岸壁① - 水深 -9.0、延長 165m
  - 蔵敷岸壁② - 水深 -7.5、延長 130m
  - 蔵敷岸壁③ - 水深 -5.5、延長 180m
  - 蔵敷岸壁④ - 水深 -5.5、延長 270m
  - 蔵敷物揚場 - 水深 -4.0、延長 300m

### 鳥生地区
蒼社川をはさんで蔵敷地区の南に整備された地区で、貨物ふ頭として利用されている。日本食研の工場などが立地している。
- 公共岸壁
  - 鳥生岸壁① - 水深 -5.5、延長 180m
  - 鳥生岸壁② - 水深 -5.5、延長 180m

### 富田地区（富田新港）

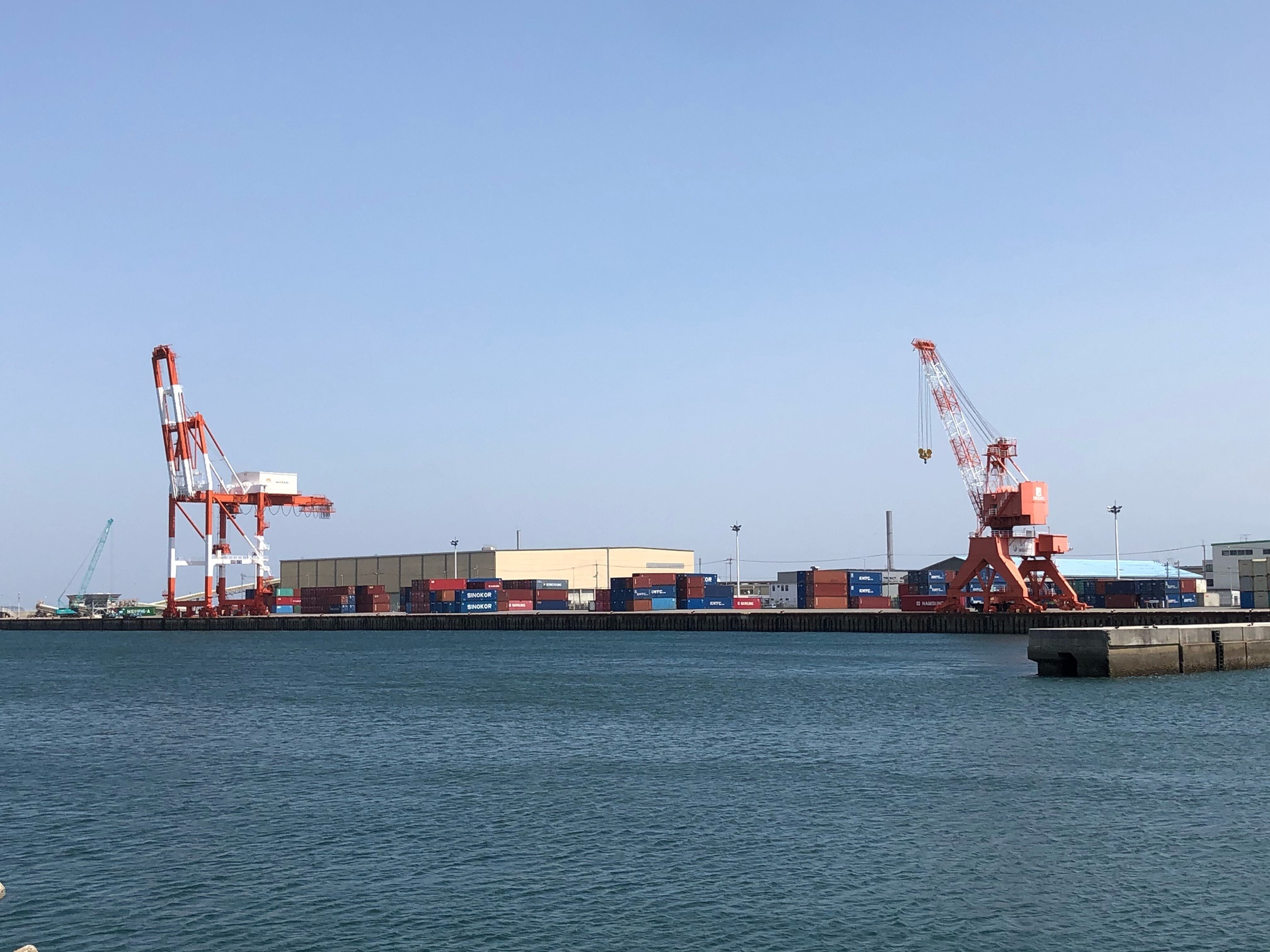
富田地区（富田新港）

1995年（平成7年）に鳥生地区のさらに南に埋め立てにより整備された一番新しい地区で、北側に貨物ふ頭があり、一部国際航路も寄航するコンテナふ頭として利用されている。コンテナふ頭には、1996年（平成8年）度にガントリークレーンも一基設置されている。この地区は織田が浜に接しているため、埋め立てについては自然保護の観点から反対訴訟が起き、最高裁（一度は高松高裁に破棄差し戻し）まで争われた。この地区は富田海浜プールや日本食研や吉野石膏の工場がある。
- 定期コンテナ航路
  - 釜山航路 - 週2便（高麗海運･興亜海運）、 - 週2便（南星海運）、 - 週1便（長錦商船）
  - 神戸航路 - 週1便（西日本内航フィーダー）、 - 週1便（OOCL）、
- 公共岸壁
  - 富田岸壁① - 水深 -12.0、延長 240m - クルーズ客船入出港岸壁[5]
  - 富田岸壁② - 水深 -10.0、延長 185m - クルーズ客船入出港岸壁[5]
  - 富田物揚場 - 水深 -4.0、延長 100m

## 港勢

### 入港隻数（2009年）
- 総入港隻数 28,434隻（総トン数9,535,231）
  - 外航 271隻（総トン数1,012,058）
  - 内航 28,163隻（総トン数8,523,173）

### 取扱貨物量（2010年）
- 外貨
  - 輸出 104,330トン（うちコンテナ個数 8,894EUT）
  - 主要輸出品：化学薬品79.3％、染料･塗料･合成6.1％、鋼材2.9％
    - 主要輸出相手国：中国61.1％、韓国33.7％、台湾2.0％

  - 輸入 103,034トン（うちコンテナ個数 8,035EUT）
  - 主要輸入品：非金属鉱物47.2％、製材8.6％、その他輸送機械8.3％、木製品5.3％
    - 主要輸入相手国：タイ44.2％、中国25.2％、韓国23.2％
- 内貨
  - 移出 738,270トン
    - 主要移出品：フェリー貨物86.3％、鋼材7.9％、金属くず4.5％

  - 移入 1,141,403トン
    - 主要移入品：フェリー貨物60.4％、鋼材19.0％、非金属鉱物10.2％、セメント3.5％

## 旅客各港へのアクセス

### 今治地区
- 周辺
  - 今治駅 約1km。バスで5分。
  - 今治城 約800m。

近くに商店街、魚市場もあり。

#### 連絡交通機関
みなと交流センター前に瀬戸内運輸（せとうちバス）のバス乗り場（「今治桟橋」停留所）が設置されている。従来は瀬戸内運輸本社前に停留所が設置されていたが、今治港の再開発事業により2016年8月1日より現在地に移転となった。
- 1番乗り場
  - 今治城前経由今治営業所行き
- 2番乗り場
  - 浜桜井行き
  - 済生会病院前経由新居浜駅行き
  - フジグラン経由唐子台循環
  - 阿方･星の浦経由菊間行き
  - 郷･中寺経由朝倉支所行き
  - 馬越･郷･富田駅前経由桜井団地循環
  - 県病院･展望台入口経由大浜行き
  - 県病院･小部、西浦、波方ループ線
  - イオンモール今治新都市行き シャトルバス
  - ボートピア朝倉 送迎バス
- 3番乗り場
  - 東京渋谷･二子玉川行き（パイレーツ号）
  - 神戸･大阪行き（いしづちライナー）
  - 小倉・博多・福岡天神行き（道後エクスプレスふくおか）
  - 広島行き（しまなみライナー(広島 - 今治線)）
  - 福山行き（しまなみライナー(福山 - 今治線)）
  - （特急バス）松山行き
  - （特急･急行バス）大島･伯方島･大三島行き

## 港周辺

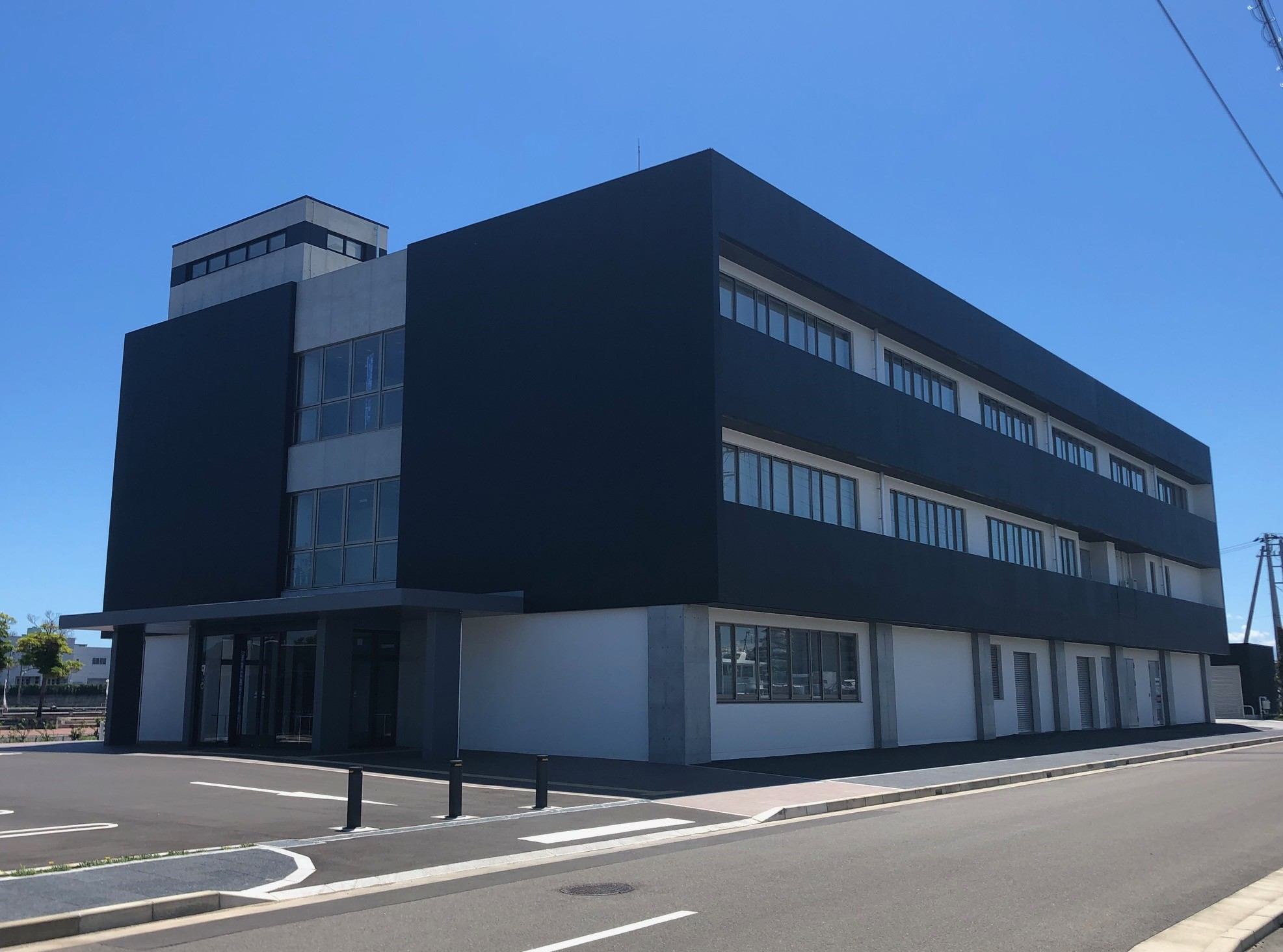
今治港湾合同庁舎

### 今治地区
- 今治商店街
- 今治港湾合同庁舎
  - 第六管区海上保安本部今治海上保安部
  - 四国運輸局今治海事事務所
  - 神戸税関松山税関支署今治出張所
- 日本海事協会 今治支部
- みなと交流センター
  - 今治コミュニティ放送
  - 今治市 港湾漁港課
  - 今治青年会議所
  - 今治地方観光協会

### 蔵敷地区
- 今治コンピュータカレッジ
- 今治市港湾振興課 蔵敷事務所
- 今治市下水浄化センター
- テクスポート今治
- 天保山トラックターミナル
- 母恵夢本舗 東門工場
- フジグラン今治
- 四電工 今治営業所

### 鳥生地区
- 瀬戸内しまなみリーディング 本社
- 城南織物 東工場
- 東予液化ガス 本社
- 正岡タオル 東鳥生工場

### 富田地区
- 一宮運輸 今治支店、物流センター今治
- 今治市港湾振興課 富田事務所
- 今治ヤンマー 本社
- 佐川急便 今治営業所
- 四国機器 今治営業所
- 七福タオル 本社、BIS配送センター
- トーショー 今治営業所
- 日本食研ホールディングス 愛媛本社
  - 日本食研 本社
  - 日本食研製造 本社･KO工場･食品研究工場･ハム研究工場
- 日本通運 今治支店
- 吉野石膏 今治工場

## その他
- 定期船の最終便が出た後などのため、海上タクシーが存在し、地元の人々に利用されている。タクシーと言っても比較的大きな船のことが多く、乗り合わせや団体で利用すると割安。
- 渡海船（とうかいせん）と呼ばれる、伯方島など島しょ部との間に運搬船として運航されている。小船で、生活物資等を運ぶもので、しまなみ海道架橋完成までは、島しょ部住民にとって貴重な存在であったが、架橋により利用は少なくなった。しかしながら、今日でも根強い需要がある。特に、歳末が近づくと季節の風物詩として、新聞の格好の題材となっている。今治港の内港を発着地としている。
- 今治港は、海上交通安全法上特別な規定のある航路である来島海峡航路に面しており、来島海峡航路を横切る形で今治港へ出入りする際は、国際信号旗あるいは汽笛により信号を示す必要がある[6]。